# Appleton Estate
Appleton Estate è una marca di rum giamaicano di proprietà del Gruppo Campari.

## Storia
La prima produzione di rum prodotto nella piantagione Appleton, situata nella Nassau Valley, risale al 1749; la leggenda vuole che a fondare la piantagione fu  Sir Francis Dickenson, nel 1655. L'azienda passò di mano varie volte, fino al 2012, quando venne acquistata dal  Gruppo Campari.

## Prodotto
L'Appleton Estate VX è una miscela di 15 rum di melassa, invecchiato 5 anni, dalla gradazione alcolica di 40°. È un rum molto morbido, corposo, molto gradevole e appena dolce. Il colore è oro caldo ed è molto ricco di carattere. Il profumo è fruttato, con una punta di spezie esotiche come zenzero, noce moscata e vaniglia. È delicato e perfetto per la composizione di cocktail con succhi di frutta o bibite, perfetto per le coladas. Proviene da una delle migliori distillerie giamaicane che usa alambicchi discontinui “small batch” detti anche di piccola infornata.

### Varianti

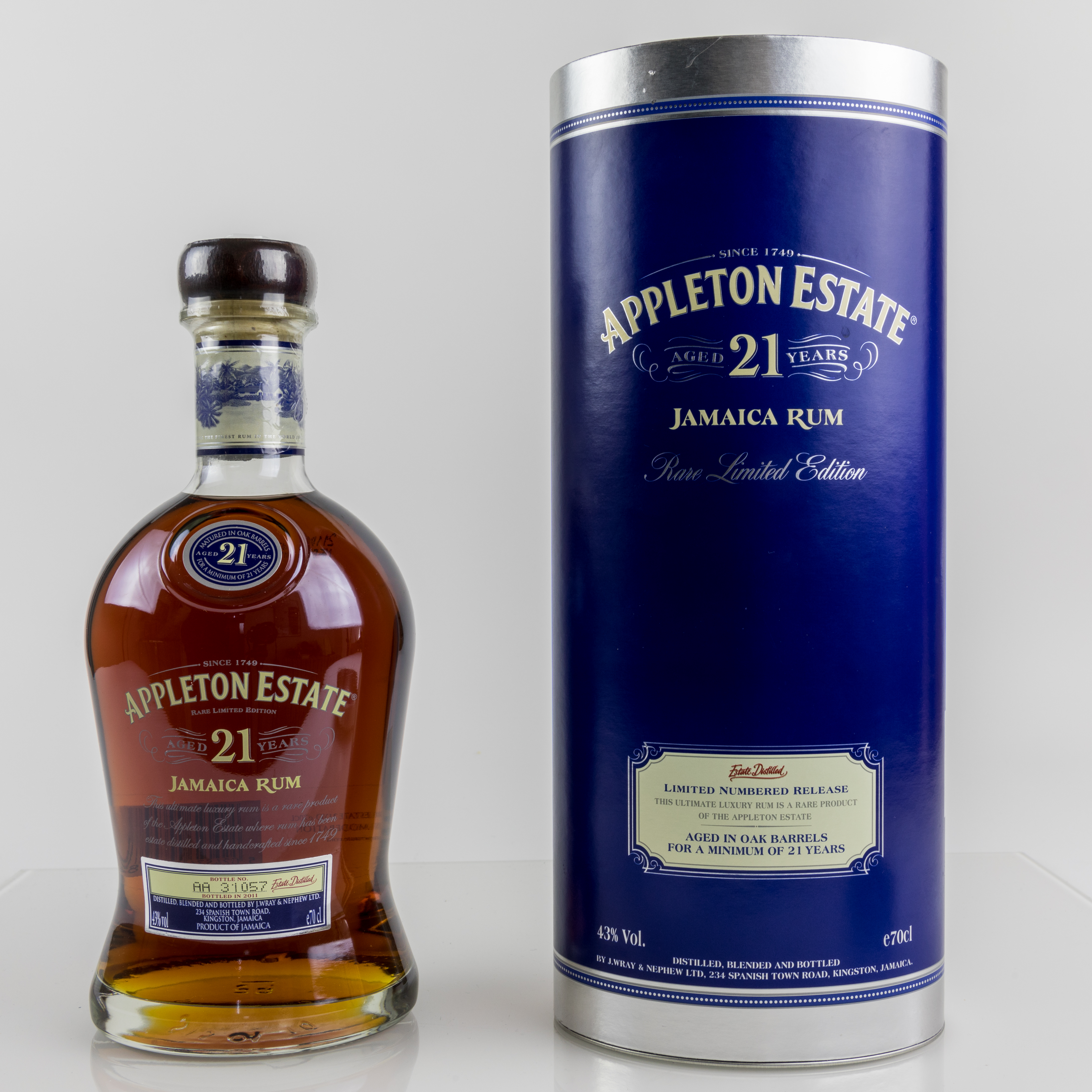
Appleton Estate 21 anni (imbottigliato 2011)

- Appleton Estate V/X - il rum principale
- Appleton Estate Reserva - miscela di 20 rum, più complesso, con note di noce moscata e affumicato.
- Appleton Estate 12 Anni - miscela di rum selezionati ed invecchiati 12 anni, colore mogano e gusto dolce e deciso
- Appleton Estate 21 anni - miscela di rum selezionati ed invecchiati 21 anni, rum da degustazione e top di gamma dell'azienda.